# Kill all your friends
«Kill all your friends» (en español, «Mata a todos tus amigos») es uno de los dos lados B de My Chemical Romance del sencillo Famous last words, del álbum The Black Parade. Ray Toro explica sus pensamientos sobre la canción: “Cambiamos el primer acorde del estribillo de G a C... la música como esa es divertida a veces, el cambio más simple se diferencia del más grande”. Antes de que fuera lanzado, hubo confusión respecto de si "Kill all your friends" sería la pista oculta del álbum (la cual es en realidad “Blood”), pero como Frank Iero lo explicó, “las guitarras, el bajo y la batería no apoyaban este rumor, la canción “Blood” es más como un tema de carnaval, con el sonido del piano, la voz de Gerard Way, y una voz fantasmabólica de fondo”. "Kill all your friends" fue lanzado junto con el sencillo Famous last words y el otro lado B “My way home is through you”. En resumen es una canción con un poco de consonancia con el indie y es diferente de las otras canciones, es más “reclinada”.

## Interpretaciones en directo
My Chemical Romance la interpretó por primera vez en directo el 26 de junio de 2007 en la sala Razzmatazz de Barcelona; también fue tocada en 2008 en la gira por Sudamérica y en su presentación en México, a pesar de ser más bien una rareza dentro del repertorio del grupo.